# 扬·维尔纳
扬·维尔纳（波蘭語：Jan Werner，1946年7月25日—2014年9月21日），波兰男子田径运动员。他曾代表波兰参加1968年、1972年和1976年夏季奥林匹克运动会田径比赛，其中1976年奥运会获得一枚银牌。